# Philipp Rumpf

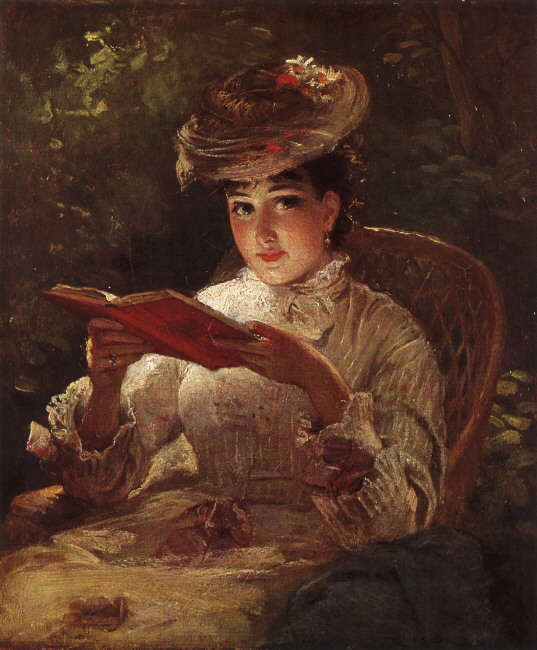
Lesendes Mädchen im Korbstuhl

Peter Philipp Rumpf (* 19. Dezember 1821 in Frankfurt am Main; † 16. Januar 1896 ebenda) war ein deutscher Maler und Radierer.
Rumpf war ein Sohn des Konditors Sebastian Rumpf und der Marianne Rumpf, geb. Melzer. Er erlernte bei seinem Vater das Konditorhandwerk und begann 1836 am Städelschen Kunstinstitut in Frankfurt das Studium in der Bildhauerklasse bei Johann Nepomuk Zwerger. Ab 1838 studierte er Malerei bei Jakob Becker, Carl Friedrich Wendelstadt, Heinrich von Rustige und Jakob Fürchtegott Dielmann.
Rumpf gründete 1844 eine Kunstschule für Töchter des Bürgertums, die er bis 1860 betrieb. Er heiratete 1845, besuchte 1852 Paris, wo er die Werke von Camille Corot und Gustave Courbet besichtigte. Er besuchte auch München, Dresden und Oberitalien. Rumpf gründete 1858 mit seinem Studienkollegen Anton Burger und mit Jakob Fürchtegott Dielmann in Kronberg im Taunus die Kronberger Malerkolonie. 1875 siedelte nach Kronberg über, seit 1890 wohnte er wieder in Frankfurt.
Neben der Ölmalerei beschäftigte sich Rumpf mit Radierungen, Aquarell und Zeichnungen. 1888 wurde er zum Professor berufen, war auch Hofmaler von Herzog Adolph von Nassau-Weilburg.
Sein Sohn war der Maler Emil Rumpf (1860–1948).